# 1st CONTACT
『1st CONTACT』（ファースト・コンタクト）は、日本のミクスチャーバンド、ORANGE RANGEの通算2枚目、メジャーデビュー後1枚目のオリジナルアルバム。

## 解説
- インディーズ時代の曲のリメイクが数曲収録されている。
- シングル曲は「ニュー・トウキオマシン」とそれぞれ楽曲のリミックスなどを除き、カップリング曲（全て原曲収録）含めて全て収録。またシングル表題曲は全てアルバムバージョンである。
- ジャケットに載っているキャラクターの名前は「オレンジレンジャー」。

## 収録曲
| 全作詞・作曲: ORANGE RANGE（特記以外）。 |                                                  |                          |                          |      |
| #                                        | タイトル                                         | 作詞                     | 作曲・編曲               | 時間 |
| 1.                                       | 「Fever!」                                       | ORANGE RANGE（特記以外） | ORANGE RANGE（特記以外） | 3:38 |
| 2.                                       | 「上海ハニー」                                   | ORANGE RANGE（特記以外） | ORANGE RANGE（特記以外） | 2:55 |
| 3.                                       | 「ミッションinポッピプル」                       | ORANGE RANGE（特記以外） | ORANGE RANGE（特記以外） | 3:07 |
| 4.                                       | 「ヤング8」                                      | ORANGE RANGE（特記以外） | ORANGE RANGE（特記以外） | 2:48 |
| 5.                                       | 「サムライマニア」                               | ORANGE RANGE（特記以外） | ORANGE RANGE（特記以外） | 3:57 |
| 6.                                       | 「ゆうぐレッド」(作曲：NAOTO)                    | ORANGE RANGE（特記以外） | ORANGE RANGE（特記以外） | 4:11 |
| 7.                                       | 「ビバ★ロック」                                  | ORANGE RANGE（特記以外） | ORANGE RANGE（特記以外） | 4:03 |
| 8.                                       | 「ジャパニーズピープル」                         | ORANGE RANGE（特記以外） | ORANGE RANGE（特記以外） | 5:47 |
| 9.                                       | 「パーリィナイッ」                               | ORANGE RANGE（特記以外） | ORANGE RANGE（特記以外） | 3:53 |
| 10.                                      | 「O-MO-I」                                       | ORANGE RANGE（特記以外） | ORANGE RANGE（特記以外） | 3:46 |
| 11.                                      | 「TWISTER」                                      | ORANGE RANGE（特記以外） | ORANGE RANGE（特記以外） | 3:02 |
| 12.                                      | 「ベロシティー3000」                             | ORANGE RANGE（特記以外） | ORANGE RANGE（特記以外） | 2:52 |
| 13.                                      | 「キリキリマイ ～Album Ver.～」                  | ORANGE RANGE（特記以外） | ORANGE RANGE（特記以外） | 2:58 |
| 14.                                      | 「落陽 ～Album Ver.～」(Strings：弦一徹・吉俣良) | ORANGE RANGE（特記以外） | ORANGE RANGE（特記以外） | 6:30 |
| 15.                                      | 「アンビエンタ」(作曲：NAOTO)                    | ORANGE RANGE（特記以外） | ORANGE RANGE（特記以外） | 4:03 |
| 16.                                      | 「山内中校歌」(作詞：喜屋武真栄、作曲：喜納昌隆) | ORANGE RANGE（特記以外） | ORANGE RANGE（特記以外） | 2:46 |
| 合計時間:                                | 合計時間:                                        | 60:16                    |                          |      |

### 楽曲解説
1. Fever!
メンバー達の出身地である沖縄県から全土に向けて、自分達の音楽を「ウイルス」に例えて、ハマってほしいという想いを表現している。
2. 上海ハニー
メジャー2ndシングル。
表記はないが、メンバーのセリフ部分でシングル版にはなかった波や花火の音が追加されているアルバムバージョンである。
3. ミッションinポッピプル
元々は「ドロボウ」というタイトルだったが、インパクトが足りないということで思案していたところ、YAMATOがこのタイトルをつぶやき、メンバーに大ウケしたため現タイトルになった。
メジャー9thシングル「＊〜アスタリスク〜」に、アンサーソング「ミッションin大作戦」が収録されている。
4. ヤング8
元は「＊〜アスタリスク〜」と同じメロディーだった。
タイトルは、那覇市にあった同名の喫茶店から。
5. サムライマニア
メジャー1stシングル「キリキリマイ」カップリング。
6. ゆうぐレッド
RYOとHIROKIの歌唱部分があるが歌詞が掲載されておらず、インスト扱いとなっている。
7. ビバ★ロック
メジャー3rdシングル。
表記はないが、イントロ部分の掛け声がシングルに収録されている「ビバ★ロック 〜japanese side〜」のものとなっているアルバムバージョンである。
8. ジャパニーズピープル
NAOTOはこの曲を「5枚目のシングルのA面にしよう」と思っていたが、他のメンバーから「メロディーが暗すぎる」と猛反対され断念したという。
9. パーリィナイッ
メジャー4thシングル「落陽」カップリング。
10. O-MO-I
ORANGE RANGE初のバラードであり、初めてのレゲエ調の曲でもある。
11. TWISTER
歌詞はタイトルでもある「台風」をイメージした詞になっており、HIROKIも「台風の日に外に出たときの衝撃を歌った」と語っているハードロック調の曲。
ライブではタオルを回すのが定番となっている。
12. ベロシティー3000
メジャー3rdシングル「ビバ★ロック」カップリング。
13. キリキリマイ 〜Album Ver.〜
メジャー1stシングルのアルバムバージョン。全体的にリバーブがかけられている。
14. 落陽 〜Long Ver.〜
メジャー4thシングルのロングバージョン。
元々はこのバージョンが先に出来上がり、それが縮められてシングルとなった。
15. アンビエンタ
インスト曲。
16. 山内中校歌 ※ボーナストラック[1]
メンバーの母校・沖縄市立山内中学校の校歌をカバー。
校長に「この歌を使いたい」とお願いしたところ、あっさり許可をくれたとのことだった。冒頭の合唱は収録当時の在校生を録音したもの。

## 参加ミュージシャン
- YAMATO：Hi-Vox
- HIROKI：Mid-Vox
- RYO：Low-Vox
- NAOTO：Programing、Vocoder、Synthesizer、Chorus、Guitar and other instruments
- YOH：Bass
- KATCHAN：Drums

- 弦一徹ストリングス：ストリングス（M-14）
- 吉俣良：ストリングスアレンジ(M-14)

## カバー
ビバ★ロック
- FLOW - 2023年8月30日発売のカバーアルバム『FLOW THE COVER 〜NARUTO縛り〜』に収録。